# Clutia angustifolia
Clutia angustifolia là một loài thực vật có hoa trong họ Peraceae. Loài này được Knauf mô tả khoa học đầu tiên năm 1901.